# Nadija Gordijenko-Andrianova
Nadija Mikolajivna Gordijenko-Andrianova (ukrajinsko Надія Миколаївна Гордієнко-Андріанова, ukrajinska pisateljica in esperantistka, * 25. december 1921, Vasilkiv, Ukrajinska SSR, † 27. marec 1998, Kijev, Ukrajina
Nadija Gordijenko-Andrianova je bila ukrajinska pisateljica in prevajalka esperanta. Študirala je književnost in novinarstvo v Kijevu ter objavljala članke in prevode v Paco in Hungara Vivo. Leta 1987 je Madžarska esperantska zveza izdala njeno avtobiografijo Vagante tra la mondo maltrankvila. Pisala je tudi o Vasiliju Erošenku.

## Publikacije
- Monumentoj de l'eterna amikeco; Renkonto kun Baba Parasxkeva; Disigxo kun Rodopoj; Glorkanto al Jambol; Glorkanto al Esperanto (En: Bukedo, str. 64 - 74)
- Vagante tra la mondo maltrankvila (Budimpešta: Hungara Esperanto-Asocio, 1987. - 102 str. - ISBN 963-571-182-4)

## Prevodi
- Ukrainaj popolaj fabeloj (Sofija: BEA, 1983. - 76 str. )
- Ukrajinka, Lesja: Liriko (Kijev: Komisiono pri Internaciaj Ligoj de Ukrainiaj Esperantistoj, 1971. - 86 str. : ilustr.)